# Leia monoleuca
Leia monoleuca är en tvåvingeart som beskrevs av Edwards 1933. Leia monoleuca ingår i släktet Leia och familjen svampmyggor. Inga underarter finns listade i Catalogue of Life.